# プラスチック炭化

有機物の熱に対する挙動と炭化。低温では、まず揮発性物質（主に水分）が蒸発するが、多くの有機物はすべての水分が蒸発するまで比較的安定している（青）。温度が上昇するにつれて有機分子の熱分解が開始しさらに多くの揮発性物質が放出され（赤）炭素を豊富に含む残渣が生成するが、温度がさらに上昇すると大気中の酸素による酸化すなわち燃焼が始まる（オレンジ）。炭化（charring, carbonization）は燃焼が開始する手前の温度または無酸素条件で実施することができる（黒）。

プラスチック炭化（プラスチックたんか、Plastic carbonization）は、プラスチック廃棄物を有用な炭素材料に変換でき、プラスチック汚染対策と資源の有効活用を同時に可能とし、サーキュラーエコノミーの発展に寄与しうる技術である。旧くから木炭が木材の炭化で作られてきたのと同様に、プラスチックも低酸素雰囲気下高温で加熱することで、炭素を主成分とする残留固体（炭化物）とすることができる。焼却とは異なり、理論上大気中への二酸化炭素排出量が少ないことから地球温暖化への悪影響が少なく（炭化率100％なら二酸化炭素排出は原理上0%だが実際の炭化残留率はプラスチックの種類と反応条件により異なる）、焼却に比べてダイオキシンなどの有害物質の発生も抑制でき、実務上リサイクル不可能なプラスチック廃棄物でも実施できることから、実用的なプラスチック廃棄物処理法および炭素隔離法として多くの研究が進められている（参考文献の項に総説類がまとめられている。） 
炭化によって得られる炭素残留物は、炭素繊維や活性炭などの炭素材料として利用可能で、これらは耐熱性や強度、電気伝導性などの特性を活かした製品に応用できる。さらにはプラスチックを構成するもう一つの元素である水素を、「副産物」として高純度な水素ガスの形で回収する技術さえ開発されている。技術的には炭化方法や生成物収量の改良、経済的にはコスト低減や処理能力の向上、生成物の高付加価値化など課題も多いが、廃棄物問題解決と同時に新たな価値を生み出すものであり、持続可能社会の実現に向けた古くて新しい技術として期待されている。

## プラスチック汚染と地球温暖化への対応手段としての炭化
世界中の沿岸部と島は海洋プラスチック汚染の甚大な被害を受け続けており、その処理が常に喫緊の課題となっている。特に離島では焼却施設の建設が困難なケースが多いため、プラスチック廃棄物処理の新たな選択肢として炭化装置が注目されている。炭化装置は焼却装置と比べて大幅に小型化が可能かつ本土部から離島への一時的搬入設置も可能であり、それにより離島でのプラスチック廃棄物処理の実現可能性が高まる。

一般的な焼却装置は大型かつダイオキシンなどの有毒な燃焼排ガスの処理装置の付帯が必須となる。実際の焼却炉は1トン以上の処理能力を持つことが多く、大規模な施設が必要なうえ厳しい環境基準を満たす必要もあり、人口の少ない離島では実現が難しい。一方、炭化装置は小型設計が可能であり、数百キログラム程度の処理能力でも十分に機能し、設備のサイズもコンテナ1台分程度まで縮小できる。このため運搬・設置が焼却装置より容易で、分散配置が可能で（例えば各離島ごと）スペースの限られた場所でも設置・運転できる。離島に押し寄せた海洋プラスチック廃棄物を本土へ船舶輸送するコストも削減される。実際にハワイの海岸漂着プラスチック廃棄物処理への応用が行われた。また、炭化処理によって得られる炭化物は土壌改良材や燃料として再利用が可能であり、生成されるガスやオイルもエネルギー源として活用できるため、離島における循環型社会の構築にも貢献しうる。
また、プラスチックの炭化による人工バイオ炭（合成バイオ炭）を製造する試みは、廃棄プラスチックの有効活用と炭素固定を両立させる方法として注目されている。バイオ炭はバイオマスの炭化で得られる黒色炭の残渣で、アマゾン盆地の豊饒な土壌（テラプレータ）の元ともなっている大変有用な土壌改良剤であるのみならず、その製造は炭素隔離による地球温暖化抑制や、さらにはアマゾンの環境破壊の一因であるスラッシュアンドバーン農法の不要化にもつながる。したがってプラスチック廃棄物またはリサイクルプラスチックからバイオ炭の代替品を作り出すことにより、プラスチック汚染と地球温暖化の緩和につながり、さらに農業生産性の高い土壌を作り出しアマゾンの環境破壊を抑制できることから多くの研究が進行中である。

また、プラスチックの炭化による人工バイオ炭（合成バイオ炭）を製造する試みは、廃棄プラスチックの有効活用と炭素固定を両立させる方法として注目されている。バイオ炭はバイオマスの炭化で得られる黒色炭の残渣で、アマゾン盆地の豊饒な土壌（テラプレータ）の元ともなっている大変有用な土壌改良剤であるのみならず、その製造は炭素隔離による地球温暖化抑制や、さらにはアマゾンの環境破壊の一因であるスラッシュアンドバーン農法の不要化にもつながる。したがってプラスチック廃棄物またはリサイクルプラスチックからバイオ炭の代替品を作り出すことにより、プラスチック汚染と地球温暖化の緩和につながり、さらに農業生産性の高い土壌を作り出しアマゾンの環境破壊を抑制できることから多くの研究が進行中である。
適切な原料の使用や炭化条件の調整により、木質バイオ炭に類似した特性を持つ炭化物を生成する研究が行われている。得られた炭化物に適切な活性化処理（二酸化炭素や水蒸気による物理活性化、アルカリやリン酸による化学活性化）を施すことで、多孔質構造を強化し吸着性能を向上させることができる。しかし、プラスチック由来の炭化物は、セルロースやリグニンなど木質由来の天然バイオ炭に比べカルボキシル基などの酸素官能基が少なく、生成した炭化物の土壌中でのイオン保持能力、土壌との相互作用や微生物活性への影響が研究課題である。
プラスチックだけから天然バイオ炭と等価な炭化物を作り出すことは2023年時点では困難であるが、PET またはポリスチレンをトウモロコシ残滓と混成して熱分解する研究など、バイオマスとともに炭化することでバイオ炭の性質を持つ人工バイオ炭を作る研究も数多く行われている。食物残渣などは窒素を含有しそれで汚染されたプラスチックを炭化すると有毒なシアン化物の発生源となりうるが、適量の廃棄ポリ塩化ビニルなどと炭化することで、シアン化物を発生させずに「人工バイオ炭」が得られたとする研究がある。

## プラスチック炭化の反応機構、技術、実例
以下の工程からなる。
1. プラスチック廃棄物を細かく破砕する。
2. 高温で制御された圧力・雰囲気条件下で加熱する。
3. 炭化過程で非炭素原子（と一部の炭素原子）は気体化合物として放出され、炭素原子が残留する。
4. 残留生成した炭化物を多様な用途に応じて加工する。

炭化に影響を与える要因としては一般的には以下のようであるが、実際の炭化処理の様相はプラスチックの種類や含有する添加物によって大きく異なるため、実際の炭化材料に合わせた適切な条件設定が求められる。
- 原料の種類：異なるプラスチックは化学構造・組成が異なり、炭化の速度、固体炭化残留物の生成量に大きく影響する。
- 加熱速度：急速な加熱は小さくて揮発性の高い化合物の形成を促進し、ゆっくりとした加熱はより広範な重合と芳香族化を可能にする。
- 反応雰囲気：酸化を防ぎ炭化を最大化するためには、不活性ガス（窒素、アルゴン）を使用することが望ましい。

### 炭化反応の段階的プロセス
炭化は有機物質が低酸素環境で加熱分解されて、水素や酸素など炭素以外の元素を揮発性化合物として放出し、炭素が濃縮した残留物（チャー）を残す複雑な化学プロセスで、脱水・脱炭酸・脱水素・縮合・重合・芳香族化などの多くのメカニズムが関与する。炭化において炭素−炭素結合が切断されて低分子化することなく、炭素以外の原子が選択的に気化し炭素原子が固体として残留するのは、炭素−炭素結合が炭素と炭素以外の原子（水素、酸素など）の結合よりも強固であるためと説明されることがあるが必ずしも正しくない。ポリスチレンやPETなどのベンゼン環の二重結合を除きプラスチックの炭素−炭素結合はすべて一重結合（単結合）であり、おおまかにはその結合エネルギーは約350kJ/molであるのに対し、炭素−酸素結合も約350kJ/mol、炭素−水素結合では約410kJ/molである。
一般的には炭化プロセスは、温度を上昇させるに伴い通過する3つの重なり合う段階で説明される。段階間の境界は温度によって定義されるが、その温度値は原材料の特性や温度以外の条件によって異なる。このような炭化反応の詳細な機構は1960年代にすでに研究されている。
初期段階（低温、約150～400℃）：原料は温度の上昇とともに非炭素元素を放出し始める。
- 脱水：水分子がヒドロキシル基を切断することによって有機物から取り除かれる。
- 脱炭酸：カルボキシル基の喪失により二酸化炭素が放出される。
- ガス状物質の放出：水蒸気・二酸化炭素のほか、メタンや一酸化炭素など。

中間段階（中温、約400～650℃）：残留した炭素原子の間で凝縮した構造が形成される。この段階では多様な状態変化が中間相として確認でき、これら中間相の状態は最終的に得られる炭化物の性質に反映されることもあり、良質な炭化物を得るためには重要な段階である。炭化生成物の秩序化の程度は、中間相における凝縮反応が早い段階で3次元結合につながるかどうかに主に関係し、3次元結合につながる場合形成される炭素は構造的には無秩序になる。一方、2次元的構造である芳香族系凝縮がそのような3次元結合なしに起こると、芳香族層の発達と漸進的な整列により生成物は秩序化された構造となる。一般的には以下のような経過をたどる。
- 脱水素：炭素-水素結合が切断され、ラジカル中間体が形成される。
- 縮合：ラジカル中間体同士が結びつき、芳香環を発展させながらより大きく、複雑な分子を形成する。
- 重合：これらの芳香族構造がさらに結びつき、より広範な炭素原子間ネットワークが形成される。

最終段階（高温、約650℃以上）：加熱温度が高くなるにつれて、炭素−炭素結合の一部も切断されるが、その際に生成する炭素ラジカル同士が再結合することで、高度に芳香族化した炭素質の固体が形成される。このプロセスは石炭の乾留によるコークス製造と類似しており、最終的に炭素の高密度な残渣が生成される。生成物が基本炭素に近づく約1500℃までにほぼ完了する。
- 芳香族化：芳香環がさらに発展し、高炭素含有量を持つ高度にグラファイト化された構造が形成される。
- 構造秩序化：炭素ネットワークがより組織化され、結晶化し始める。

### 炭化加圧条件
プラスチックの炭化では加圧条件は必須である。炭化の反応ステップである脱水・脱炭酸などで発生する水分子や二酸化炭素を気化させて除去するには、加圧条件でない方が化学平衡論的には一見有利そうだが、実際にはプラスチックの炭素ー炭素結合が熱的に切断して発生する低分子炭化水素も気化で失われるため、加圧しないと炭化残留物量が減少する。メタンなどの低分子炭化水素は二酸化炭素よりもはるかに強力な温室効果ガスであるため、その大気中への散逸を防ぐ観点からも非常に重要である。物理化学的な観点から見ると、加熱されたプラスチックから発生した低分子炭化水素やラジカル中間体は高圧下であるほど再結合する確率が高まってより大きい反応中間体に変換されるため、炭素含量の高い固体残留物が増加する[要出典]。実際、低密度ポリエチレンの炭化を大気圧で実施すると炭化物は殆ど得られないが、閉鎖系での直接圧力炭化により45％炭素収率の残留物が得られた。
加圧炭化は、外部から加圧することなく炭化される原料からの分解ガスにより自発的に加圧される雰囲気下で実施される直接加圧炭化と、外部から水蒸気で加圧する条件下行われる水熱炭化の2つに大別される。

#### 直接加圧炭化
炭化材料をオートクレーブなどの耐圧密閉容器内で加熱すると、材料の熱分解により気体分子が発生するにつれて次第に内圧が上昇するのでその加圧条件を保持したまま加熱炭化させる。ある研究では300bar（30MPa）以上の高圧下で（触媒無し）炭化水素成分と機能性成分の適切な比率でプラスチックを混合して炭化することによって微細な球状粒子の炭素残渣が得られた。ここで炭化水素成分は炭素と水素のみから成る炭化水素プラスチック、機能性成分は炭素以外の原子（ヘテロ原子：酸素、窒素、塩素など）を含むヘテロ原子含有プラスチックであり、たとえば50％重量のポリエチレンテレフタレート（機能性成分）をポリエチレン（炭化水素成分）に添加すると、球粒子状炭化物の形成に効果的であった。ポリエチレンやポリスチレンなどの炭化水素プラスチックも触媒無しで加圧下で炭化できた実例がある。
ヘテロ原子含有プラスチックの場合無酸素条件が一般的に使用される。不活性ガスとして窒素またはアルゴンを管状炉に導入して炭化する。温度を変えることで、得られる炭化物の炭素形態・組成・表面の化学官能基などの特性を制御できる。例えば500℃前後の比較的低温で得た炭化物は比較的多くの表面基を保持し、汚染物質の吸着剤として適していたのに対し、700℃を超える温度では炭化物の酸素含有官能基が減少し、多孔性と導電性が向上する。

#### 水熱炭化
圧力炭化の一種であるが圧力容器内で水と一緒に加熱し水蒸気で加圧するものである。水熱技術は高温・高圧の水または水溶液が関わる物理化学反応を応用した技術を総称して指し、一般的には実施温度範囲により以下の3つに分類される。　  
- 水熱炭化（HTC）は通常180～250℃、10～40 barの比較的低圧から中圧で実施される。完了するまでに数時間かかることが多く、主生成物として炭化物が生成する。
- 水熱液化（HTL）は通常250～500℃、50～200 bar以上の高圧で実施される。 数分から数時間かかり、バイオマスを原料とした場合主生成物として液体のバイオオイルを生成する。
- 水熱ガス化（HTG）は通常500～800℃、50～200 bar以上の高圧で実施される。完了するまでに数分しかかからず、合成ガス（シンガス）を主生成物として生成する。

プラスチックの水熱炭化は通常180～300℃、20～100 barの圧力下で実施される。このプロセスでは、水は超臨界または準臨界状態となり、誘電率が低下しプラスチックのような非極性化合物でも溶解度が増加するため、通常はプラスチックを全く溶解しない水でも溶媒および反応触媒・基質として機能し、プラスチックポリマー鎖の加水分解や脱水素反応などを促進する。また、原料に存在していた塩素や硫黄元素（塩化水素・三酸化硫黄など）を水相中に取り込み除去することで炭化残留物の炭素純度を上げる。      
水熱炭化はさらに実施温度250℃を境に低温炭化と高温炭化に分けられる。低温水熱炭化では水素原子が残留した炭化物（ハイドロチャー）が生成し、高温水熱炭化では反応温度が上昇するにつれて、グラファイト・活性炭・カーボンナノチューブなどの高純度炭素化された製品材料が生成する。低温水熱炭化は、ポリ塩化ビニル（PVC）の脱塩化水素処理に使用でき、これはその後の炭化物中の芳香族構造の形成に重要である。                        
水熱炭化はプラスチックでなくとも、食品や紙を含む都市廃棄物にも適用できる。            

#### 直接加圧炭化と水熱炭化の長短
- 直接加圧炭化（非水熱炭化）は比較的単純・安価な装置で実施できるが、高温が必要である。細孔構造が制御しにくい。
- 水熱炭化は低温での処理が可能である。均一な細孔構造を持つ炭化物を得やすい。しかし処理時間が長くなりがちであり、超臨界水に対応した装置[29]が必要である。

### 前処理による炭化効率の向上
プラスチックから良好な炭化物を得るには加熱中の中間生成物のプラスチックポリマー鎖の間で架橋した高次構造体の生成が必須で、さもないとそれぞれのポリマーの炭素-炭素鎖が単独で切断した低分子の炭化水素化合物（プロピレン・メタン・ベンゼンなど）が大量に生成・気化してしまい、炭素残留物はわずかな量しか得られない。これはポリエチレン・ポリプロピレン・ポリスチレンなどの炭素と水素のみからなる炭化水素プラスチックで顕著で、これらプラスチックはそのままでは炭化残留物収率が非常に低い。そこで前処理によってポリマー鎖の一部を酸化またはその他の化学的修飾を施すことにより（すなわち炭化水素プラスチックをヘテロ原子含有プラスチックに変換する操作）、加熱中にそれら酸化・化学修飾された部分からポリマー鎖の間で架橋した高次構造体の生成が炭化と並行して、架橋炭化残留物の収量を上げることができる。
酸化・化学修飾の方法として、炭化の前段階で触媒を用いて酸素雰囲気下で加熱処理することでポリマー鎖の炭素原子を一部酸化することや、硫酸を使用してスルホン酸基を導入することなどが行われる。また、炭化時に副原料としてヘテロ原子含有プラスチック（PETなど）を前処理済みプラスチックの代用（「テンプレート」）として追加しておくことで（機能性成分）、そのヘテロ原子含有プラスチックから架橋が開始されることでも炭化反応の前駆体となる高次構造体を生成させることができる。（炭化加圧条件＞直接加圧炭化の項を参照）

### 炭化触媒・補助剤
触媒を加えた状態でプラスチックを熱分解すると反応効率が向上し低温での炭化が可能になり、高純度の炭素ナノ材料を得ることができる。触媒は、最初にポリマーの分解を促進し、後で炭素材料の形成を触媒するという二重の役割を持つこともある。触媒の種類によって分解反応の選択性や反応温度が制御され、生成物の組成と特性を調整できる。
触媒としてはゼオライトや金属酸化物（酸化鉄、酸化ニッケル、酸化チタンなど）などが用いられる。例えばゼオライトは酸性反応場を提供し、プラスチックポリマー結合の開裂や芳香族化を促進する。ニッケルや鉄などの遷移金属触媒は脱水素反応を促進し、カーボンナノチューブ（CNT）やグラフェンの成長を誘導する。鉄/アルミナの二元触媒を用いると、ポリエチレンの熱分解からCNTを高効率で生成できることが報告されている。また、酸化カルシウムをポリ塩化ビニル（PVC）の炭化処理の補助剤として用いると、PVC由来の有害な塩化水素ガスを塩化カルシウムとして吸収・回収することができる。これらのような触媒・補助剤を適用することで、炭化反応の選択性を向上させ、エネルギー効率を高めることできる。

### マイクロ波加熱
一般家庭でも電子レンジでおなじみのマイクロ波加熱は有機物の熱分解炭化にも応用でき、プラスチック廃棄物の有効利用と環境負荷の低減に貢献する重要な研究分野となっている。プラスチックのマイクロ波加熱による炭化は、電磁波を利用した選択的加熱（誘電加熱）により効率的な分解と炭素化を実現するプロセスであり、その理論的背景は電子レンジ同様マイクロ波エネルギーの吸収と物質の誘電特性に基づいている。一般的に使用されるマイクロ波周波数は915MHzと2450MHz（家庭用電子レンジと同一）である。マイクロ波加熱は内部加熱であり、従来の外部からの加熱と比較して均一な炭化が実現しエネルギー効率も向上する。
プラスチック単体は一般にマイクロ波を吸収しにくいが、添加剤（金属酸化物など）で吸収を向上させ急速に温度を上げることができる。例えば安価な鉄系触媒をマイクロ波センサーとして使用することで、粉砕した市販プラスチックをわずか30～90秒間で分解でき、1グラムあたり55.6ミリモル（0.112グラム）の高収率で水素ガスを回収し多層カーボンナノチューブの炭素残渣が得られたという。

### フラッシュジュール加熱
2020年に開発されたフラッシュジュール加熱は迅速・効果的な炭化方法であり、石炭・石油コークス・バイオ炭・カーボンブラック・廃棄食品・ゴムタイヤ・混合プラスチック廃棄物などの安価な炭素源を非常に短時間（約100ミリ秒）ジュール加熱（温度> 2427℃）することで、高温炉も溶媒も反応性ガスも使用せずに高品質なグラフェンをグラム量規模で得ることができる。プラスチックではないが、カーボンブラック・無煙炭・焼成コークスなど炭素含有量の高い原料を使用するとグラフェンの収率は80～90％の範囲になり、その炭素純度は精製することなく99％を超え、その際に使用された電気エネルギーは1グラムあたりわずか約7.2キロジュールであったという。
さらにこの技術の発展形として2023年、プラスチック類のグラフェン化にともない副産物として発生する水素原子を水素ガスとして回収する方法も開発された。一般的な水素製造法である水蒸気メタン改質と違いこの手順では二酸化炭素や一酸化炭素を発生せず、高質量収率で最大94％純度の水素ガスを生成でき、グラフェンを2023年時点価格のわずか5％で販売しても水素ガスの製造コストを回収して余りあり、ライフサイクル評価では、他の水素製造方法と比較して換算二酸化炭素排出量が39～84%削減されるという。

### ガス化
炭化ではないがプラスチックの熱分解によりガス状の物質を生成させ、エネルギー回収の手段として利用されることがある。フラッシュジュール加熱の項で述べた水素ガスの回収もその一例である。プラスチックではないがバイオマスの水熱ガス化は水素生成に適しており、最大水素収率はバイオマス1キログラム当たり45グラムに達するという。

## プラスチックの種類と炭化挙動
プラスチックの炭化に対する挙動は原料となるプラスチックの種類によって大きく異なる。特に重要な要因はプラスチックポリマー鎖に炭素と水素以外どのような元素がどの様な化学構造で含まれているかである。炭素と水素のみから成るポリエチレン・ポリプロピレン・ポリスチレンと、酸素が含まれているポリエチレンテレフタレート、塩素が含まれているポリ塩化ビニル、窒素が含まれているポリウレタンやポリアクリロニトリルとは炭化挙動が大きく異なる。これは炭素と水素のみから成る有機分子はそのままでは反応性が低く、炭化に必須なポリマー鎖間での架橋構造を形成することなく低分子化してしまうのに対し、酸素などのヘテロ原子がポリマー鎖上に置換して存在していると、炭素原子とヘテロ原子の間の結合が架橋構造を構築する足がかりとなることによる。架橋構造は、熱分解中のポリマー鎖の小分子化を抑制し、炭化残留物を得るために非常に重要である。

### 炭化水素プラスチック（ポリエチレン、ポリスチレンなど）
炭化水素プラスチックの場合、上記の通り直接熱分解しても小分子炭化水素に裁断・気化されるのみで炭化残留物はほとんど得られない。そのため架橋構造を作らせることを目的に炭化の前処理として、酸素などのヘテロ原子をポリマー鎖上に導入する「安定化工程」がしばしば実施されている。安定化のために用いられるのは酸素処理または化学的処理である。

#### 酸素処理
炭素原子を酸化することで（無酸素条件下で達成される）炭化を促進するというのは矛盾に聞こえるが、これは正確にいえば炭化水素プラスチックの炭素原子の一部だけを酸化するにとどめる条件を指す。これによりプラスチックポリマー上のその酸化された部位が、隣接する別のポリマー部位（分子間または分子内）へと架橋する反応中心点として働き、ポリマーの小分子炭化水素への細分化を抑制して炭化残留化を促進する。シート状に加工したポリエチレンを、まず対流オーブン中270℃4時間または330℃10分間処理すると、ポリエチレンポリマー鎖上に多くの酸素原子の導入とポリマー鎖間の架橋化が認められ、それを次いで1200℃まで加熱すると炭素収率50％（330℃10分間前処理の場合）でグラファイト炭素残留物が得られた。重要なことに、プラスチック廃棄物によくあるものを原料とした場合むしろ若干炭素残留物の回収率が向上し、たとえばラップフィルムやポリ手袋を原料とした場合それぞれ 57、51%であり、そのような実際のポリエチレン製品に含まれる不純物や添加物がむしろ炭化を促進する可能性を示唆している。

#### 化学的処理
スクロースのような炭水化物を濃硫酸で処理すると脱水炭化することは古くから知られているが、構造上脱水の不可能な炭化水素プラスチックでもそのポリマー鎖のスルホン化により、（硫酸由来の硫黄酸化物の発生という別問題が生じるものの）炭化に向けた「安定化」処理を施すことができる。これは1970年代から知られているポリエチレン繊維のスルホン化とそれに続く不活性雰囲気での熱炭化による炭素繊維製造法の応用としてとらえることができる。ポリエチレンについての詳細な反応機構の研究では150～200℃でポリマーが架橋段階を経ることが確認され、発生ガス分析により二酸化硫黄と水分子が同時に放出されることが確認された。600℃を超えると水素ガスが放出除去されグラフェン状炭素微細構造が得られた。ある研究では使い捨てのカトラリー・カップ・皿・乳製品容器などの使用済みポリスチレン廃棄物材料を細断し、撹拌しながらポリスチレンの融点である240℃で濃硫酸を滴下し「安定化」後、10℃/分の低速加熱で昇温炭化すると、重金属（ニッケル）除去能のある活性炭が得られた。

### ポリエチレンテレフタレート
ポリエチレンテレフタレート（PET）はテレフタル酸とエチレングリコールのエステル共重合体であり、エステルの加水分解など化学的反応性に富みケミカルリサイクルが最も容易なヘテロ原子含有プラスチックである。炭化に対しても架橋構造の開始点となる酸素原子を芳香族エステルの形で豊富に含むことから、炭化水素プラスチックで必要な「安定化」前処理なしでの炭化が可能である。PETの架橋構造形成反応性を生かして、その反応性を有しない炭化水素プラスチックと混合して炭化することで、炭化水素プラスチックを安定化前処理することなく混合物全体を炭化できたという報告もある。
PETは最も汎用される使い捨てプラスチックであることからその炭化再利用に関して無数の研究事例がある。しかしながらそれら研究の眼目は炭化物の構造・機能解析や利用法探索であり、安価な廃棄PETから敢えて効率よく炭素回収することではなく、報告された炭素回収率としては高温での直接炭化で約20％、溶融塩中での炭化で約25％、水酸化カリウム（エステル加水分解剤）の併用で32％にとどまる。回収率向上の余地はあるものの、PETの化学構造上どうしてもエチレングリコール分子が低温低圧で容易に脱離気化（常圧沸点197℃）することが避けられないので、エチレングリコール逸失を防ぐための直接加圧炭化の条件検討が必要である。

### ポリ塩化ビニル
ポリ塩化ビニル（PVC）など塩素を含むヘテロ原子含有プラスチックは塩素原子が重いため炭素含量が少なく（炭素の原子量12.0に対し塩素の原子量は35.5と約3倍）、したがって炭化物理論回収量も少ない。しかもその塩素原子からは塩化水素が発生し炭化炉を腐食し大気中に排出すると大気を汚染する。塩素が脱離した後のポリマー鎖炭素原子には二重結合などの架橋構造開始点となりうる構造（ポリエン構造）を豊富に含み炭化は可能であるが、比較的低温の220～230℃でも塩化水素の脱離と並行して、生成した中間体であるポリエン炭素の約15％が揮発性の小分子であるベンゼンとなり失われてしまう。このことはポリエン構造それ自体もポリエンポリマー鎖分子間で架橋構造を形成するのみならず、分子内でベンゼン環を形成遊離してしまうことを示している。したがってPVCの炭化ではベンゼンを生成させない低温条件での前処理により炭化前に塩素を脱離除去し、さらに生成したポリエン構造を酸素処理により安定化することが望ましい。
一例では以下のような脱塩化水素/酸素処理の2段階前処理によりPVCからの炭素繊維の製造が可能であった。PVCを不活性雰囲気下260℃で2時間処理すると塩化水素が除去され重量が52%減少した。次いで360～410℃にまで一気に温度上昇させ1～2時間熱処理すると重量減少は6%であった。合計58％はPVCから放出される塩化水素の理論量（59％重量）にほぼ一致し、塩素はほぼ完全に回収された。こうして得られた「PVCピッチ」残留物を繊維状に紡糸し空気中で320℃で酸化（安定化）すると、酸素の吸収により重量が約8%増加した。これを最後に不活性雰囲気下550℃で炭化すると、得られた炭素繊維の炭素収率はPVCピッチの約80％、もとのPVCに含有されていた炭素量の52％が回収された。

### ポリウレタン
ポリウレタン（PU）は酸素および窒素含有量が高いヘテロ原子含有プラスチックであり、多孔質炭素材料を製造するための理想的な原料である。しかしながらモノマーの化学構造が特定の1種類のPETと異なり、PUはウレタン構造を含む多種多様なモノマーから成るプラスチックの総称であり、したがってその熱的挙動はモノマー構造により千差万別ですべてのPUに適用可能な炭化条件は存在せず、原料PUの具体的構造により成否が大きく左右されうる。PUは一般的には二官能性イソシアネートとポリオールの共重合によって合成されるが、例えばそのポリオールがエチレングリコールの部分構造を持つものである場合、そのPUは加熱によりPET同様エチレングリコール分子の脱離気化などを伴い炭化収率が低下しうる。このような事情によりPUの炭化の研究もPETのそれ同様、炭化物の構造・機能解析や利用法探索を目的としたものが大半であり、高い炭素回収率達成を目的としたものではない。
ある研究ではPU（構造不明）を単独で加熱しても500～660K（227～387℃）の間ですべて気化し残留物重量がゼロとなったが、炭酸カリウム水溶液で前処理したPUでは約640K（367℃）までに約50％重量が失われたがその後は約1000K（727℃）までは重量一定であり、安定化は達成できたものの、それを773または873K（500または600℃）で炭化すると炭化回収率約12％であった。

### 混合プラスチック
多くの研究は単一の未使用プラスチック材料で実施されたものであるが、現実社会のプラスチック廃棄物は多種類の使用済みプラスチック混合物であり、従ってどのような種類のプラスチックポリマーでも効果的に炭化できる万能な条件が望ましい。2024年時点では試行錯誤で実施された中での成功例が多く報告されているものの、万能性のある条件を達成するには至っていない。
炭化ではないが現実のプラスチック廃棄物を想定し、ポリエチレン40％、 ポリプロピレン35％、ポリスチレン18％、ポリエチレンテレフタレート4％、ポリ塩化ビニル3％の混合物を用いた触媒熱分解では、プラスチックポリマー鎖の切断された低分子炭化水素類（トルエン、エチルベンゼン、スチレンなど）が得られている。
廃織布バッグ・廃容器・廃発泡シート・廃飲料ボトル・廃下水管などの多様な廃プラスチック混合物の炭化による多孔質カーボンナノシートの大量生産法が報告された。また、電子機器廃棄物由来のプラスチックからの高性能カーボン材料の生成も報告され、廃プリンタープラスチックから生成された活性炭はナトリウムイオン電池の高容量陰極材料として有望なものであった。廃棄ポリ塩化ビニル・ポリエチレンテレフタレート・ポリエチレンを炭化して合成した低コストの炭素のヒ素吸着効果を比較したところポリエチレンとポリ塩化ビニルの混合炭のヒ素除去率が最も高く72～99％の範囲であった。

## プラスチック炭化生成物と産業用途
処理後に残留する炭化残留物は炭素材料として多数の用途がある。　
- 高性能活性炭の製造：炭化物の細孔構造を制御し、吸着能力を高めることで、工業用や水処理用の活性炭として利用する。
- 電池・蓄電デバイスの電極材料：高導電性の炭素材料を生成し、リチウムイオン電池やスーパーキャパシタの電極として活用する[62]。
- 触媒担体の開発：炭化物の表面を官能基修飾し、化学プロセスでの触媒担体として応用する。
- 建築材料としての利用：軽量で耐久性の高い炭素複合材料を開発し、建築資材として利用する。

### 活性炭
プラスチック廃棄物から製造される活性炭は水質浄化・大気浄化・土壌改良への応用が期待されており、またエアコンのフィルターや断熱性壁シートなどでも製品化されている。プラスチック廃棄物から活性炭を得るために数多くの炭化方法と活性化処理の組み合わせが開発されている。原料プラスチック由来の不純物（塩素・硫黄・重金属など）は得られる活性炭の品質を低下させるため、炭化前の洗浄処理が求められる。一般的には、炭素含有率の高いプラスチックを炭化と同時にまたは炭化後、化学的活性化（水酸化カリウムなどのアルカリ塩など）や物理的活性化（物理的な力で粉砕するもの）を施し細孔構造を形成させる。化学的活性化では400～700℃で細孔を発達させることができるが、活性化剤の回収・洗浄処理が必要となる。物理的活性化では炭化後800～1000℃の高温で水蒸気・二酸化炭素・窒素などで炭化物を粉砕処理する。活性化剤を使用せず洗浄処理は不要であるもののエネルギー消費量が多く活性化に時間がかかり、得られる活性炭の吸着容量はあまり高くない。

### 電極材料
炭素系ナノ材料は、その高い多孔質性と表面積と優れた電気伝導性のため、電気化学コンデンサで最も一般的に使用されている電極材料である。プラスチック由来の炭化物はリチウムイオン電池やスーパーキャパシタなど、エネルギー貯蔵デバイスに使用できる。プラスチック廃棄物をリチウムイオン電池製造に利用することで価格が大幅に下がり、電化公共交通や電気自動車での利用を拡大しうる。炭素系電極材料としては活性炭・カーボンナノチューブ・グラフェンのどれも使用可能であり、その原料プラスチックはポリエチレン・PET・ポリスチレン・ポリ塩化ビニルから混合プラスチックまであらゆるものからの製造が報告されており、その静電容量と原料プラスチックの種類の間にはあまり相関は見られない（表8）。
むしろ電極材料として最適な性能を達成するための研究の主な関心は、炭化原料の種類にかかわらず製造工程を最適化することによって電極材料として高性能な炭化物構造を構築することにある。例えばある研究ではバイオマスから化学的活性化法で製造された活性炭の電気化学的特性と、使用された活性化剤の種類や活性化条件との関連を調べ、化学的活性化剤としてリン酸を用いるとリン原子が炭化物の炭素骨格に組み込まれ、その結果イオン吸着の活性部位（すなわち電解質からのイオンの吸着量）が増加し、たとえテクスチャ特性が劣っていても高いレート性能を達成できることを見出している。

### 炭素繊維
炭素繊維は航空宇宙や自動車産業で使用される軽量で強度の高い材料である。古くからポリアクリロニトリル（PAN）系プラスチックやピッチ系材料が炭素繊維の原料として用いられてきたが、これらより低コストなポリエチレン（PE）繊維のスルホン化とそれに続く不活性雰囲気での熱炭化による炭素繊維製造法は1970年代から知られており、多くの技術研究がなされている。溶液紡糸されるPANと異なり、PEは熱可塑性で前駆体は溶融紡糸で繊維化されるためそのまま熱により炭化することは出来ず、現状ではスルホン化による安定化処理工程をさけることは困難であるが、それでもPANより生産コストを51％削減できるとされた図35。PEベースの炭素繊維についての残る課題はスルホン化プロセス改良と炭素繊維産物の機械的性能向上である。前者について「静水圧スルホン化法」が開発され、スルホン化は静水圧5 barで2.5時間130℃で行い、引き続く炭化は毎分5℃昇温で1000℃5分で実施すると、引張強度2.03GPa、引張弾性率143.6GPa、破断伸び1.4%の炭素繊維が得られた。

### 副生ガス
プラスチックの炭化処理ではどうしても炭化物に加えてメタン・水素・一酸化炭素・二酸化炭素・低分子炭化水素（エチレン・プロピレン・ベンゼンなど）などガス状副生物が生成する。一酸化炭素と水素の混合物（シンガス）はエネルギー源として炭化処理に使用することでカーボンニュートラルを目指しうる。水素は分離・精製し燃料電池の水素源として利用することもできる。炭化プロセスの最適化によって水素収率を向上させることも可能であり、持続可能な水素供給源としての可能性も模索されている。また、望ましくないがやむなく発生する低分子炭化水素はエネルギー源としての他、循環型資源として化学製品製造にも利用できる。

## 普及に向けた課題
炭化装置は焼却炉に比べて高額である。木炭製造などのバイオマス炭化と異なりプラスチック炭化は加圧条件が必須で、焼却よりは少ないものの有毒ガスの発生に対する対策も必要である。炭化装置は加圧条件のための耐圧構造が必要となるため、耐圧構造を必要としない焼却炉よりは高額なものとなり、この問題に対処できる補助金の活用が望まれる。
炭素回収率の向上は炭化物の大量生産に向けて達成されなくてはならない課題である。特に安定化処理や触媒が必要な炭化水素プラスチックの炭化について汎用的かつ低コストの方法を探ることは解決すべき重要な課題のひとつである。また炭素回収率が低いということは、プラスチック廃棄物の炭素原子が温暖化ガスとして放出されうることを意味し、プラスチック廃棄物焼却に伴う地球温暖化抑制策としての意義が薄れる。
有害物質の発散防止：プラスチックの種類によっては、焼却ほどではなくとも有害な揮発成分が発生する可能性はある。特にポリ塩化ビニルなどの塩素を含むプラスチックは、そのまま炭化すると塩化水素汚染のリスクがあるため、適切な前処理やガス処理技術の併用が必須である。
技術の汎用化：現実社会では、使い捨て食器・ビニール袋・包装フィルム・建築用プラスチック・繊維・ゴム・電気製品部品など、さまざまな種類と形状のプラスチックが混合して廃棄されているうえ、食品や塵芥で汚染されているものもある。これら多様なプラスチック廃棄物を分類および洗浄することなく直接炭化処理できるプロセスが求められる。
エネルギー消費の削減：高温処理が必要な炭化は、再生可能エネルギーが使用できても大量のエネルギーが必要である。このため、新たな前処理法や触媒の探索研究により、より低温での効率的炭化を可能とすることが望まれる。あるいは炭化反応のトリジェネレーション的な熱管理最適化も対策の一つである。具体的には炭化に伴う酸化により放出される熱や、副生ガスをエネルギー源の一部として取り入れることが考えられる。
品質の安定化：原料プラスチックの種類や炭化条件による品質変動を最小限にすることが実務上求められる。
大量生産技術の確立：現状では小規模試験が中心であり、商業規模での大量炭化プロセスの確立が必要である。
製品の利用開拓：プラスチック廃棄物の量は百万トン単位であり炭化材料としての品質も千差万別で、そのすべてが電極材料、炭素繊維、吸着剤などの付加価値の高い製品に使用可能とは限らない。したがってより中程度の品質の炭化物を燃料としてではなく大規模使用する用途開発が課題である。土壌修復（冒頭で述べたバイオ炭の代用など）、廃水処理におけるバイオフィルムキャリア、太陽熱蒸気生成膜など、新しい実用的な大規模用途の開拓が望まれる。

## 引用
1. ↑  https://www.gitc.pref.nagano.lg.jp/reports/pdf/H27/H27M1.pdf　プラスチックの300℃における炭化過程に関する研究、長野県工技センター研報、2015年
2. 1 2  “廃プラスチックを実質コストゼロでアップサイクル――水素とグラフェンを得る一石二鳥の「フラッシュ・ジュール加熱法」 - fabcross for エンジニア”. fabcross for エンジニア - エンジニアのためのキャリア応援マガジン (2023年10月11日). 2025年3月12日閲覧。
3. ↑  “炭化炉”. チリメーサーのトマス技術研究所 (2024年12月20日). 2025年3月14日閲覧。
4. ↑  “ハワイに日本の炭化技術を！漂着ペットボトルを炭化し、資源循環させる - クラウドファンディング READYFOR”. readyfor.jp. 2023年11月7日閲覧。
5. ↑  “＜ハワイのゴミを炭に＞〜日本の最新炭化炉がハワイを救う〜”. MAKOA (2022年6月18日). 2025年3月14日閲覧。
6. ↑  Weldekidan, Haftom; Mohanty, Amar K.; Misra, Manjusri (2022-11-16). “Upcycling of Plastic Wastes and Biomass for Sustainable Graphitic Carbon Production: A Critical Review” (英語). ACS Environmental Au 2 (6):  510–522. doi:10.1021/acsenvironau.2c00029. ISSN 2694-2518. PMC PMC9673229. PMID 36411867.
7. ↑  Weldekidan, Haftom; Mohanty, Amar K.; Misra, Manjusri (2022-11-16). “Upcycling of Plastic Wastes and Biomass for Sustainable Graphitic Carbon Production: A Critical Review” (英語). ACS Environmental Au 2 (6):  510–522. doi:10.1021/acsenvironau.2c00029. ISSN 2694-2518. PMC PMC9673229. PMID 36411867.
8. ↑  Gale, Mark; Nguyen, Peter M.; Gilliard-AbdulAziz, Kandis Leslie (2023-01-10). “Synergistic and Antagonistic Effects of the Co-Pyrolysis of Plastics and Corn Stover to Produce Char and Activated Carbon” (英語). ACS Omega 8 (1):  380–390. doi:10.1021/acsomega.2c04815. ISSN 2470-1343. PMC PMC9835080. PMID 36643465.
9. ↑  Luo, Jiewen; Wang, Qian; Lin, Litao; Zhang, Shicheng; Zhu, Xiangdong (2021-03-29). “Waste Plastics Complement Biochar: Innovative Approach in Curbing Toxicants (KCN/NaCN) in N-Containing Biochar” (英語). ACS Sustainable Chemistry & Engineering 9 (12):  4617–4624. doi:10.1021/acssuschemeng.1c00226. ISSN 2168-0485.
10. ↑  “３．結合エネルギー（２）共有結合エネルギーの一般値”. info.ouj.ac.jp. 2025年3月4日閲覧。
11. ↑  Murchison, Duncan G. (1978-01-01), Karr, CLARENCE, ed., Chapter 31 - Optical Properties of Carbonized Vitrinites, Academic Press, pp. 415–464, ISBN 978-0-12-399902-3 2025年3月4日閲覧。
12. ↑  Blayden, Herbert Edward (1969). “The carbonization process” (英語). Journal de Chimie Physique 66:  15–20. doi:10.1051/jcp/196966s1015. ISSN 0021-7689.
13. 1 2  Inagaki, Michio; Kang, Feiyu; Toyoda, Masahiro; Konno, Hidetaka (2014-01-01), Inagaki, Michio; Kang, Feiyu, eds., Chapter 4 - Carbonization Under Pressure, Butterworth-Heinemann, pp. 67–85, ISBN 978-0-12-407789-8 2025年3月5日閲覧。
14. ↑  Zhang, Hua; Zhou, Xiao-Li; Shao, Li-Ming; Lü, Fan; He, Pin-Jing (2019-02-18). “Hierarchical Porous Carbon Spheres from Low-Density Polyethylene for High-Performance Supercapacitors”. ACS Sustainable Chemistry & Engineering 7 (4):  3801–3810. doi:10.1021/acssuschemeng.8b04539.
15. 1 2 3 4  多くの文献では無酸素プラスチックと書かれるが、酸素原子以外のヘテロ原子を含有するプラスチック、たとえばポリ塩化ビニルやポリアクリロニトリルなども無酸素であり化学的に正しくないので、この記事では炭化水素プラスチックという用語で統一する。
16. 1 2  Washiyama, M.; Sakai, M.; Inagaki, M. (1988-01-01). “Formation of carbon spherules by pressure carbonization—Relation to molecular structure of precursor”. Carbon 26 (3):  303–307. doi:10.1016/0008-6223(88)90220-5. ISSN 0008-6223.
17. ↑  Inagaki, M.; Washiyama, M.; Sakai, M. (1988-01-01). “Production of carbon spherules and their graphitization”. Carbon 26 (2):  169–172. doi:10.1016/0008-6223(88)90033-4. ISSN 0008-6223.
18. ↑  Castelo-Quibén, Jesica; Pastrana-Martínez, Luisa M.; Carrasco-Marín, Francisco; Pérez-Cadenas, Agustín F. (2019-04). “From Polyethylene to Highly Graphitic and Magnetic Carbon Spheres Nanocomposites: Carbonization under Pressure” (英語). Nanomaterials 9 (4):  606. doi:10.3390/nano9040606. ISSN 2079-4991.
19. ↑  Fonseca, Weliton Silva; Meng, Xinghua; Deng, Da (2015-09-08). “Trash to Treasure: Transforming Waste Polystyrene Cups into Negative Electrode Materials for Sodium Ion Batteries”. ACS Sustainable Chemistry & Engineering 3 (9):  2153–2159. doi:10.1021/acssuschemeng.5b00403.
20. ↑  de Paula, Fabiano G. F.; de Castro, Mateus C. M.; Ortega, Paulo F. R.; Blanco, Clara; Lavall, Rodrigo L.; Santamaría, Ricardo (2018-09-01). “High value activated carbons from waste polystyrene foams”. Microporous and Mesoporous Materials 267:  181–184. doi:10.1016/j.micromeso.2018.03.027. ISSN 1387-1811.
21. ↑  Miandad, R.; Kumar, Rajeev; Barakat, M. A.; Basheer, C.; Aburiazaiza, A. S.; Nizami, A. S.; Rehan, M. (2018-02-01). “Untapped conversion of plastic waste char into carbon-metal LDOs for the adsorption of Congo red”. Journal of Colloid and Interface Science 511:  402–410. doi:10.1016/j.jcis.2017.10.029. ISSN 0021-9797.
22. 1 2 3 4 5 6  Chen, Shuiliang; Liu, Zheng; Jiang, Shaohua; Hou, Haoqing (2020-03-25). “Carbonization: A feasible route for reutilization of plastic wastes”. Science of The Total Environment 710:  136250. doi:10.1016/j.scitotenv.2019.136250. ISSN 0048-9697.
23. ↑  Che, Clovis Awah; Heynderickx, Philippe M. (2024-03-01). “Hydrothermal carbonization of plastic waste: A review of its potential in alternative energy applications”. Fuel Communications 18:  100103. doi:10.1016/j.jfueco.2023.100103. ISSN 2666-0520.
24. ↑  Padhye, Lokesh P.; Bandala, Erick R.; Wijesiri, Buddhi; Goonetilleke, Ashantha; Bolan, Nanthi (2022-04-07). “Hydrochar: A Promising Step Towards Achieving a Circular Economy and Sustainable Development Goals” (English). Frontiers in Chemical Engineering 4. doi:10.3389/fceng.2022.867228. ISSN 2673-2718.
25. 1 2  Chen, Zhijie; Wei, Wenfei; Ni, Bing-Jie; Chen, Hong (2022-03-01). “Plastic wastes derived carbon materials for green energy and sustainable environmental applications”. Environmental Functional Materials 1 (1):  34–48. doi:10.1016/j.efmat.2022.05.005. ISSN 2773-0581.
26. ↑  Xu, Xianbao; Zhu, Daan; Wang, Xiaonuan; Deng, Liling; Fan, Xinyun; Ding, Zizhen; Zhang, Ai; Xue, Gang et al. (2022-02-05). “Transformation of polyvinyl chloride (PVC) into a versatile and efficient adsorbent of Cu(II) cations and Cr(VI) anions through hydrothermal treatment and sulfonation”. Journal of Hazardous Materials 423:  126973. doi:10.1016/j.jhazmat.2021.126973. ISSN 0304-3894.
27. ↑  Berge, Nicole D.; Ro, Kyoung S.; Mao, Jingdong; Flora, Joseph R. V.; Chappell, Mark A.; Bae, Sunyoung (2011-07-01). “Hydrothermal Carbonization of Municipal Waste Streams”. Environmental Science & Technology 45 (13):  5696–5703. doi:10.1021/es2004528. ISSN 0013-936X.
28. ↑  Li, Liang; Hale, McKenzie; Olsen, Petra; Berge, Nicole D. (2014-11-01). “Using liquid waste streams as the moisture source during the hydrothermal carbonization of municipal solid wastes”. Waste Management 34 (11):  2185–2195. doi:10.1016/j.wasman.2014.06.024. ISSN 0956-053X.
29. ↑  “超臨界水を用いた廃棄物処理システム”. 2025年3月14日閲覧。
30. ↑  Li, Guangdong; Tan, Shengnan; Song, Rongjun; Tang, Tao (2017-10-18). “Synergetic Effects of Molybdenum and Magnesium in Ni–Mo–Mg Catalysts on the One-Step Carbonization of Polystyrene into Carbon Nanotubes”. Industrial & Engineering Chemistry Research 56 (41):  11734–11744. doi:10.1021/acs.iecr.7b02697. ISSN 0888-5885.
31. ↑  Veksha, Andrei; Bin Mohamed Amrad, Muhammad Zahin; Chen, Wen Qian; Binte Mohamed, Dara Khairunnisa; Tiwari, Satya Brat; Lim, Teik-Thye; Lisak, Grzegorz (2022-06-01). “Tailoring Fe2O3–Al2O3 catalyst structure and activity via hydrothermal synthesis for carbon nanotubes and hydrogen production from polyolefin plastics”. Chemosphere 297:  134148. doi:10.1016/j.chemosphere.2022.134148. ISSN 0045-6535.
32. 1 2  Sophonrat, Nanta; Sandström, Linda; Svanberg, Rikard; Han, Tong; Dvinskikh, Sergey; Lousada, Cláudio M.; Yang, Weihong (2019-08-07). “Ex Situ Catalytic Pyrolysis of a Mixture of Polyvinyl Chloride and Cellulose Using Calcium Oxide for HCl Adsorption and Catalytic Reforming of the Pyrolysis Products”. Industrial & Engineering Chemistry Research 58 (31):  13960–13970. doi:10.1021/acs.iecr.9b02299. ISSN 0888-5885.
33. ↑  Menéndez, J. A.; Arenillas, A.; Fidalgo, B.; Fernández, Y.; Zubizarreta, L.; Calvo, E. G.; Bermúdez, J. M. (2010-01-01). “Microwave heating processes involving carbon materials”. Fuel Processing Technology 91 (1):  1–8. doi:10.1016/j.fuproc.2009.08.021. ISSN 0378-3820.
34. ↑  Suresh, Aravind; Alagusundaram, Alaguabirami; Kumar, Ponnusamy Senthil; Vo, Dai-Viet Nguyen; Christopher, Femina Carolin; Balaji, Bharkavi; Viswanathan, Vinatha; Sankar, Sibi (2021-10-01). “Microwave pyrolysis of coal, biomass and plastic waste: a review” (英語). Environmental Chemistry Letters 19 (5):  3609–3629. doi:10.1007/s10311-021-01245-4. ISSN 1610-3661.
35. ↑  Motasemi, F.; Afzal, Muhammad T. (2013-12-01). “A review on the microwave-assisted pyrolysis technique”. Renewable and Sustainable Energy Reviews 28:  317–330. doi:10.1016/j.rser.2013.08.008. ISSN 1364-0321.
36. ↑  Jie, Xiangyu; Li, Weisong; Slocombe, Daniel; Gao, Yige; Banerjee, Ira; Gonzalez-Cortes, Sergio; Yao, Benzhen; AlMegren, Hamid et al. (2020-11). “Microwave-initiated catalytic deconstruction of plastic waste into hydrogen and high-value carbons” (英語). Nature Catalysis 3 (11):  902–912. doi:10.1038/s41929-020-00518-5. ISSN 2520-1158.
37. ↑  Luong, Duy X.; Bets, Ksenia V.; Algozeeb, Wala Ali; Stanford, Michael G.; Kittrell, Carter; Chen, Weiyin; Salvatierra, Rodrigo V.; Ren, Muqing et al. (2020-01). “Gram-scale bottom-up flash graphene synthesis” (英語). Nature 577 (7792):  647–651. doi:10.1038/s41586-020-1938-0. ISSN 1476-4687.
38. 1 2 3  Wyss, Kevin M.; Silva, Karla J.; Bets, Ksenia V.; Algozeeb, Wala A.; Kittrell, Carter; Teng, Carolyn H.; Choi, Chi Hun; Chen, Weiyin et al. (2023). “Synthesis of Clean Hydrogen Gas from Waste Plastic at Zero Net Cost” (英語). Advanced Materials 35 (48):  2306763. doi:10.1002/adma.202306763. ISSN 1521-4095.
39. ↑  Lv, Pengmei; Yuan, Zhenhong; Ma, Longlong; Wu, Chuangzhi; Chen, Yong; Zhu, Jingxu (2007-10-01). “Hydrogen-rich gas production from biomass air and oxygen/steam gasification in a downdraft gasifier”. Renewable Energy 32 (13):  2173–2185. doi:10.1016/j.renene.2006.11.010. ISSN 0960-1481.
40. ↑  Choi, Dalsu; Yeo, Jun-Seok; Joh, Han-Ik; Lee, Sungho (2018-09-04). “Carbon Nanosheet from Polyethylene Thin Film as a Transparent Conducting Film: “Upcycling” of Waste to Organic Photovoltaics Application”. ACS Sustainable Chemistry & Engineering 6 (9):  12463–12470. doi:10.1021/acssuschemeng.8b03066.
41. 1 2  Choi, Dalsu; Jang, Dawon; Joh, Han-Ik; Reichmanis, Elsa; Lee, Sungho (2017-11-14). “High Performance Graphitic Carbon from Waste Polyethylene: Thermal Oxidation as a Stabilization Pathway Revisited”. Chemistry of Materials 29 (21):  9518–9527. doi:10.1021/acs.chemmater.7b03737. ISSN 0897-4756.
42. 1 2  “Process for production of carbon fiber, Sumitomo Chemical Co Ltd, 1974-02-01”. 2025年3月15日閲覧。
43. ↑  Barton, Bryan E.; Patton, Jasson; Hukkanen, Eric; Behr, Michael; Lin, Jui-Ching; Beyer, Stacey; Zhang, Yiqun; Brehm, Lora et al. (2015-11-01). “The chemical transformation of hydrocarbons to carbon using SO3 sources”. Carbon 94:  465–471. doi:10.1016/j.carbon.2015.07.029. ISSN 0008-6223.
44. ↑  Gonsalvesh, L.; Marinov, S. P.; Gryglewicz, G.; R.Carleer; J.Yperman (2016-08-01). “Preparation, characterization and application of polystyrene based activated carbons for Ni(II) removal from aqueous solution”. Fuel Processing Technology 149:  75–85. doi:10.1016/j.fuproc.2016.03.024. ISSN 0378-3820.
45. ↑  Sharifian, Seyedmehdi; Asasian-Kolur, Neda (2022-05-01). “Polyethylene terephthalate (PET) waste to carbon materials: Theory, methods and applications”. Journal of Analytical and Applied Pyrolysis 163:  105496. doi:10.1016/j.jaap.2022.105496. ISSN 0165-2370.
46. ↑  László, Krisztina; Bóta, Attila; Dékány, Imre (2003-01-01). “Effect of heat treatment on synthetic carbon precursors”. Carbon 41 (6):  1205–1214. doi:10.1016/S0008-6223(03)00048-4. ISSN 0008-6223.
47. ↑  Zhang, Boyi; Song, Changyuan; Liu, Chang; Min, Jiakang; Azadmanjiri, Jalal; Ni, Yunxia; Niu, Ran; Gong, Jiang et al. (2019-10-15). “Molten salts promoting the “controlled carbonization” of waste polyesters into hierarchically porous carbon for high-performance solar steam evaporation” (英語). Journal of Materials Chemistry A 7 (40):  22912–22923. doi:10.1039/C9TA07663H. ISSN 2050-7496.
48. ↑  Mendoza-Carrasco, Raúl; Cuerda-Correa, Eduardo M.; Alexandre-Franco, María F.; Fernández-González, Carmen; Gómez-Serrano, Vicente (2016-10-01). “Preparation of high-quality activated carbon from polyethyleneterephthalate (PET) bottle waste. Its use in the removal of pollutants in aqueous solution”. Journal of Environmental Management 181:  522–535. doi:10.1016/j.jenvman.2016.06.070. ISSN 0301-4797.
49. ↑  McNeill, Ian C.; Memetea, Livia; Cole, William J. (1995-01-01). “A study of the products of PVC thermal degradation”. Polymer Degradation and Stability 49 (1):  181–191. doi:10.1016/0141-3910(95)00064-S. ISSN 0141-3910.
50. ↑  Miranda, Rosa; Pakdel, Hooshang; Roy, Christian; Darmstadt, Hans; Vasile, Cornelia (1999-10-01). “Vacuum pyrolysis of PVCII: Product analysis”. Polymer Degradation and Stability 66 (1):  107–125. doi:10.1016/S0141-3910(99)00060-9. ISSN 0141-3910.
51. ↑  Wang, Linzheng; Zhang, Rui-zhi; Deng, Ruiqu; Luo, Yong-hao (2021-02-22). “Oxygen-Induced Enhancement in Low-Temperature Dechlorination of PVC: An Experimental and DFT Study on the Oxidative Pyrolysis Process” (英語). ACS Sustainable Chemistry & Engineering 9 (7):  2835–2843. doi:10.1021/acssuschemeng.0c08667. ISSN 2168-0485.
52. ↑  Kots, Pavel A.; Vance, Brandon C.; Quinn, Caitlin M.; Wang, Cong; Vlachos, Dionisios G. (2023-10). “A two-stage strategy for upcycling chlorine-contaminated plastic waste” (英語). Nature Sustainability 6 (10):  1258–1267. doi:10.1038/s41893-023-01147-z. ISSN 2398-9629.
53. ↑  Qiao, W. M.; Yoon, S. H.; Korai, Y.; Mochida, I.; Inoue, S.; Sakurai, T.; Shimohara, T. (2004-01-01). “Preparation of activated carbon fibers from polyvinyl chloride”. Carbon 42 (7):  1327–1331. doi:10.1016/j.carbon.2004.01.035. ISSN 0008-6223.
54. ↑  Liu, Xinran; Geng, Zhongxing; Sun, Yunkuo; Sun, Wei (2025-04-15). “Polyurethane-converted activated carbons with tailorable porosity and surface functionality for supercapacitors”. Journal of Energy Storage 115:  115988. doi:10.1016/j.est.2025.115988. ISSN 2352-152X.
55. ↑  Chen, Wenhua; Zhang, Guocheng; Li, Dan; Ma, Shenggui; Wang, Bangda; Jiang, Xia (2020-04-22). “Preparation of Nitrogen-Doped Porous Carbon from Waste Polyurethane Foam by Hydrothermal Carbonization for H2S Adsorption”. Industrial & Engineering Chemistry Research 59 (16):  7447–7456. doi:10.1021/acs.iecr.0c00498. ISSN 0888-5885.
56. ↑  Cruz, Orlando F.; Gómez, Ignacio Campello; Escandell, Manuel Martinez; Rambo, Carlos R.; Silvestre-Albero, Joaquín (2022-11-05). “Activated carbon from polyurethane residues as molecular sieves for kinetic adsorption/separation of CO2/CH4”. Colloids and Surfaces A: Physicochemical and Engineering Aspects 652:  129882. doi:10.1016/j.colsurfa.2022.129882. ISSN 0927-7757.
57. ↑  Hayashi, J.; Yamamoto, N.; Horikawa, T.; Muroyama, K.; Gomes, V. G. (2005-01-15). “Preparation and characterization of high-specific-surface-area activated carbons from K2CO3-treated waste polyurethane”. Journal of Colloid and Interface Science 281 (2):  437–443. doi:10.1016/j.jcis.2004.08.092. ISSN 0021-9797.
58. ↑  López, A.; de Marco, I.; Caballero, B. M.; Laresgoiti, M. F.; Adrados, A.; Aranzabal, A. (2011-05-18). “Catalytic pyrolysis of plastic wastes with two different types of catalysts: ZSM-5 zeolite and Red Mud”. Applied Catalysis B: Environmental 104 (3):  211–219. doi:10.1016/j.apcatb.2011.03.030. ISSN 0926-3373.
59. ↑  Wen, Yanliang; Kierzek, Krzysztof; Chen, Xuecheng; Gong, Jiang; Liu, Jie; Niu, Ran; Mijowska, Ewa; Tang, Tao (2019-03-15). “Mass production of hierarchically porous carbon nanosheets by carbonizing “real-world” mixed waste plastics toward excellent-performance supercapacitors”. Waste Management 87:  691–700. doi:10.1016/j.wasman.2019.03.006. ISSN 0956-053X.
60. ↑  Kumar, Uttam; Goonetilleke, Damian; Gaikwad, Vaibhav; Pramudita, James C.; Joshi, Rakesh K.; Sharma, Neeraj; Sahajwalla, Veena (2019-06-17). “Activated Carbon from E-Waste Plastics as a Promising Anode for Sodium-Ion Batteries”. ACS Sustainable Chemistry & Engineering 7 (12):  10310–10322. doi:10.1021/acssuschemeng.9b00135.
61. ↑  Singh, Ekta; Kumar, Aman; Khapre, Abhishek; Saikia, Purabi; Shukla, Sushil Kumar; Kumar, Sunil (2020-02-01). “Efficient removal of arsenic using plastic waste char: Prevailing mechanism and sorption performance”. Journal of Water Process Engineering 33:  101095. doi:10.1016/j.jwpe.2019.101095. ISSN 2214-7144.
62. ↑  Yaqoob, Lubna; Noor, Tayyaba; Iqbal, Naseem (2022-04-26). “Conversion of Plastic Waste to Carbon-Based Compounds and Application in Energy Storage Devices” (英語). ACS Omega 7 (16):  13403–13435. doi:10.1021/acsomega.1c07291. ISSN 2470-1343. PMC PMC9088909. PMID 35559169.
63. ↑  “株式会社大木工藝 | 環の知産”. ohki-techno.com. 2023年11月7日閲覧。
64. ↑  Pereira, Ledicia; Castillo, Ventura; Calero, Mónica; Blázquez, Gabriel; Solís, Rafael R.; Martín-Lara, M. Ángeles (2024-05-01). “Insights into using plastic waste to produce activated carbons for wastewater treatment applications: A review”. Journal of Water Process Engineering 62:  105386. doi:10.1016/j.jwpe.2024.105386. ISSN 2214-7144.
65. ↑  Blanchard, Rachel; H. Mekonnen, Tizazu (2024). “Valorization of plastic waste via chemical activation and carbonization into activated carbon for functional material applications” (英語). RSC Applied Polymers 2 (4):  557–582. doi:10.1039/D4LP00016A.
66. ↑  Pallarés, Javier; González-Cencerrado, Ana; Arauzo, Inmaculada (2018-08-01). “Production and characterization of activated carbon from barley straw by physical activation with carbon dioxide and steam”. Biomass and Bioenergy 115:  64–73. doi:10.1016/j.biombioe.2018.04.015. ISSN 0961-9534.
67. ↑  Yahya, Mohd Adib; Al-Qodah, Z.; Ngah, C. W. Zanariah (2015-06-01). “Agricultural bio-waste materials as potential sustainable precursors used for activated carbon production: A review”. Renewable and Sustainable Energy Reviews 46:  218–235. doi:10.1016/j.rser.2015.02.051. ISSN 1364-0321.
68. ↑  Min, Jiakang; Wen, Xin; Tang, Tao; Chen, Xuecheng; Huo, Kaifu; Gong, Jiang; Azadmanjiri, Jalal; He, Chaobin et al. (2020-08-11). “A general approach towards carbonization of plastic waste into a well-designed 3D porous carbon framework for super lithium-ion batteries” (英語). Chemical Communications 56 (64):  9142–9145. doi:10.1039/D0CC03236K. ISSN 1364-548X.
69. 1 2  Yaqoob, Lubna; Noor, Tayyaba; Iqbal, Naseem (2022-04-26). “Conversion of Plastic Waste to Carbon-Based Compounds and Application in Energy Storage Devices”. ACS Omega 7 (16):  13403–13435. doi:10.1021/acsomega.1c07291. PMC PMC9088909. PMID 35559169.
70. ↑  Thangavel, Ranjith; Kaliyappan, Karthikeyan; Ramasamy, Hari Vignesh; Sun, Xueliang; Lee, Yun-Sung (2017). “Engineering the Pores of Biomass-Derived Carbon: Insights for Achieving Ultrahigh Stability at High Power in High-Energy Supercapacitors” (英語). ChemSusChem 10 (13):  2805–2815. doi:10.1002/cssc.201700492. ISSN 1864-564X.
71. ↑  Mao, Qian; Rajabpour, Siavash; Talkhoncheh, Mahdi Khajeh; Zhu, Jiadeng; Kowalik, Malgorzata; Duin, Adri C. T. van (2022-05-05). “Cost-effective carbon fiber precursor selections of polyacrylonitrile-derived blend polymers: carbonization chemistry and structural characterizations” (英語). Nanoscale 14 (17):  6357–6372. doi:10.1039/D2NR00203E. ISSN 2040-3372.
72. ↑  Saha, Biswajit; Schatz, George C. (2012-04-19). “Carbonization in Polyacrylonitrile (PAN) Based Carbon Fibers Studied by ReaxFF Molecular Dynamics Simulations”. The Journal of Physical Chemistry B 116 (15):  4684–4692. doi:10.1021/jp300581b. ISSN 1520-6106.
73. 1 2  Röding, Tim; Langer, Jannis; Modenesi Barbosa, Thomaz; Bouhrara, Mohamed; Gries, Thomas (2022). “A review of polyethylene-based carbon fiber manufacturing” (英語). Applied Research 1 (3):  e202100013. doi:10.1002/appl.202100013. ISSN 2702-4288.
74. ↑  C. Greb, T. Röding, presented at Nonmetallic 2nd Symposium, Polyethylene-Based Low-cost Carbon Fibers Manufacturing, Lyon, France, December 2019.
75. ↑  “The Production of Ultra-Thin Polyethylene-Based Carbon Fibers out of an “Islands-in-the-Sea” (INS) Precursor”. 2025年3月20日閲覧。
76. ↑  Eun, Jong Hyun; Lee, Joon Seok (2021-09-09). “Study on polyethylene-based carbon fibers obtained by sulfonation under hydrostatic pressure” (英語). Scientific Reports 11 (1):  18028. doi:10.1038/s41598-021-97529-4. ISSN 2045-2322.
77. ↑  “炭化装置の導入にまつわるメリット・デメリット比較”. 処理物に合ったおすすめの炭化装置メーカーガイド｜タンカシンカ. 2025年3月12日閲覧。
78. ↑  “炭化炉・炭化装置を活用する際の補助金は何がある？活用事例も併せて紹介 | 金沢機工株式会社”. 金沢機工株式会社 | 石川県金沢市にございます機械工具取扱専門商社のホームページです。 (2022年3月1日). 2025年3月14日閲覧。
79. ↑  Peng, Yujie; Wang, Yunpu; Ke, Linyao; Dai, Leilei; Wu, Qiuhao; Cobb, Kirk; Zeng, Yuan; Zou, Rongge et al. (2022-02-15). “A review on catalytic pyrolysis of plastic wastes to high-value products”. Energy Conversion and Management 254:  115243. doi:10.1016/j.enconman.2022.115243. ISSN 0196-8904.
80. ↑  Blanchard, Rachel; H. Mekonnen, Tizazu (2024). “Valorization of plastic waste via chemical activation and carbonization into activated carbon for functional material applications” (英語). RSC Applied Polymers 2 (4):  557–582. doi:10.1039/D4LP00016A.
81. ↑  Ma, Zhiming; Wang, Lei; Wang, Zijian; Cui, Huapeng; Tang, Enling; Hou, Hongbin; Xu, Guangqiang; Song, Tao et al. (2024). “Recent Advances of Plastic Waste-Derived Carbon Materials for Energy Storage, Environmental Remediation and Organic Synthesis Applications” (英語). ChemCatChem 16 (23):  e202401072. doi:10.1002/cctc.202401072. ISSN 1867-3899.
82. ↑  Che, Clovis Awah; Heynderickx, Philippe M. (2024-03-01). “Hydrothermal carbonization of plastic waste: A review of its potential in alternative energy applications”. Fuel Communications 18:  100103. doi:10.1016/j.jfueco.2023.100103. ISSN 2666-0520.
83. ↑  biogreen (2023年12月8日). “廃プラスチックの熱分解 共同研究の状況について / 炭化, 油化, ガス化 | Biogreen”. 2025年2月28日閲覧。
84. ↑  “廃棄されるプラスチックや車が地球を守る救世主に 「炭化プロジェクト」 二酸化炭素を出さず自然へ【カンテレSDGsウィーク】 | 特集 | ニュース | 関西テレビ放送 カンテレ”. ニュース. 2025年2月28日閲覧。
85. ↑  “廃プラスチック熱分解油化・炭化再生資源回収装置パイロリナジー｜株式会社動力”. www.doryoku.co.jp. 2025年2月28日閲覧。